# Jeremy Northam
Jeremy Philip Northam (Cambridge, 1º dicembre 1961) è un attore britannico.

## Biografia
Nato a Cambridge, Cambridgeshire, ultimo dei quattro figli di due insegnanti, John e Rachel. I genitori hanno insegnato al Clare College e in seguito all'università di Cambridge. All'età di undici anni con la famiglia si trasferisce a Bristol, dove spinto dalla famiglia, coltiva la sua passione per il teatro. Dopo essersi laureato in letteratura alla London University, studia recitazione in varie scuole di teatro e comincia a farsi le ossa lavorando in una compagnia teatrale.
All'inizio degli anni novanta arriva la grande occasione, viene scelto per interpretare l'Amleto di William Shakespeare, sostituendo all'ultimo Daniel Day-Lewis. Alterna lavori teatrali e televisivi fino al 1995 quando ottiene una parte in Carrington di James Ivory, lo stesso anno segna il suo debutto a Hollywood, lavorando al fianco di Sandra Bullock in The Net - Intrappolata nella rete.
Negli anni successivi si divide tra produzioni inglesi come Emma, Il caso Winslow, Un marito ideale, e produzioni statunitensi come Mimic, Amistad, Gloria e Cypher. Nel 2001 ottiene una parte in Gosford Park di Robert Altman, seguito da Possession - Una storia romantica di Neil LaBute. Nel 2007 recita al fianco di Nicole Kidman e Daniel Craig in Invasion. Dal 2007 al 2008 interpreta Tommaso Moro nella serie televisiva storica I Tudors. Nel 2010 è sugli schermi della CBS con il serial medico Miami Medical, cancellato dopo una sola stagione.

## Filmografia

### Cinema
- Cime tempestose (Wuthering Heights), regia di Peter Kosminsky (1992)
- Carrington, regia di Christopher Hampton (1995)
- The Net - Intrappolata nella rete (The Net), regia di Irwin Winkler (1995)
- Genio e follia (Voices), regia di Malcolm Clarke (1995)
- Emma, regia di Douglas McGrath (1996)
- Mimic, regia di Guillermo del Toro (1997)
- Amistad, regia di Steven Spielberg (1997)
- Le disavventure di Margaret (The Misadventures of Margaret), regia di Brian Skeet (1998)
- Happy, Texas, regia di Mark Illsley (1999)
- Il caso Winslow (The Winslow Boy), regia di David Mamet (1999)
- Gloria, regia di Sidney Lumet (1999)
- Un marito ideale (An Ideal Husband), regia di Oliver Parker (1999)
- The Golden Bowl, regia di James Ivory (2000)
- Enigma, regia di Michael Apted (2001)
- Gosford Park, regia di Robert Altman (2001)
- Cypher, regia di Vincenzo Natali (2002)
- Possession - Una storia romantica (Possession), regia di Neil LaBute (2002)
- The Singing Detective, regia di Keith Gordon (2003)
- The Statement - La sentenza (The Statement), regia di Norman Jewison (2003)
- Bobby Jones - Genio del golf (Bobby Jones: Stroke of Genius), regia di Rowdy Herrington (2004)
- Guy X, regia di Saul Metzstein (2005)
- A Cock and Bull Story, regia di Michael Winterbottom (2006)
- Invasion (The Invasion), regia di Oliver Hirschbiegel (2007)
- Dean Spanley, regia di Toa Fraser (2008)
- Creation, regia di Jon Amiel (2009)
- Glorious 39, regia di Stephen Poliakoff (2009)
- Il diritto di uccidere (Eye in the Sky), regia di Gavin Hood (2015)
- L'uomo che vide l'infinito (The Man Who Knew Infinity), regia di Matthew Brown (2015)
- Il traditore tipo (Our Kind of Traitor), regia di Susanna White (2016)
- Official Secrets - Segreto di stato (Official Secrets), regia di Gavin Hood (2019)
- Freud - L'ultima analisi (Freud's Last Session), regia di Matt Brown (2023)

### Televisione
- Piece of Cake – miniserie TV, 6 puntate (1988)
- Poirot – serie TV , episodio Lo specchio del morto (1993)
- The Tribe, regia di Stephen Poliakoff – film TV (1998)
- I Tudors – serie TV, 15 episodi (2007-2008)
- Miami Medical – serie TV, 13 episodi (2010)
- White Heat – serie TV, 6 episodi (2012)
- New Worlds – miniserie TV, 4 puntate (2014)
- The Crown – serie TV (2016-2017)

## Doppiatori italiani
Nelle versioni in italiano delle opere in cui ha recitato, Jeremy Northam è stato doppiato da:
- Vittorio Guerrieri in Un marito ideale, The Golden Bowl, Enigma, Gosford Park, Possession - Una storia romantica, Official Secrets - Segreto di stato
- Massimo De Ambrosis in Happy, Texas, Bobby Jones - Genio del golf, Freud - L'ultima analisi
- Vittorio De Angelis in The Singing Detective, I Tudors
- Roberto Chevalier in The Net - Intrappolata nella rete, L'uomo che vide l'infinito
- Fabrizio Pucci in Mimic
- Riccardo Rossi in Emma
- Roberto Certomà in Invasion
- Massimo Venturiello in Gloria
- Roberto Draghetti in Amistad
- Mauro Gravina in Cypher
- Saverio Indrio in The Statement - La sentenza
- Massimo Rossi in Miami Medical
- Massimo Lodolo in Dean Spanley
- Stefano Billi in Creation
- Fabrizio Russotto ne Il traditore tipo
- Angelo Maggi ne Il diritto di uccidere
- Gino La Monica in The Crown
- Stefano Crescentini in Cime tempestose